# Kåre Tveter
Kåre Tveter (* 25. Januar 1922 in Sør-Odal; † 21. März 2012 in Lillestrøm) war ein norwegischer Maler.

## Leben
Tveter absolvierte die nationale Handwerks- und Kunstindustrischule (SHKS), Bjarne Engebrets Malerschule und von 1954 bis 1957 die Nationale Kunstakademie. Er malte zahlreiche  Landschaften mit einem minimalen Einsatz von Farbe. Im Jahr 1995 spendete Tveter 40 Werke der Stiftung Kåre-Tveter-Sammlung in Longyearbyen auf Spitzbergen, die ständig in der Galleri Svalbard zu sehen sind.

## Werke im öffentlichen Raum (Auswahl)
Kare Tveter ist mit seinen Gemälden vertreten in:
- Museum für zeitgenössische Kunst, Oslo
- Nationalgalerie, Oslo
- Norwegischer Rat für Kultur (Norsk Kulturråd), Oslo
- Lillehammer Gemäldesammlung
- Ständige Galerie Stavanger
- Stockholm Öffentliche Sammlungen
- Epcotcenter, Florida, USA
- Grenen Museum, Dänemark
- Norwegisches Parlament (Storting)